# Ревки
Ре́вки — село в Україні, у Лебединській міській громаді Сумського району Сумської області. Населення становить 117 осіб. До 2020 орган місцевого самоврядування — Бишкінська сільська рада.

## Географія
Село Ревки знаходиться на березі річки Ревки в місці злиття її з річкою Легань, вище за течією на відстані 0,5 км розташоване село Щетини, нижче за течією на відстані 2,5 км розташоване село Бишкінь. До села примикає лісовий масив (сосна, дуб). По селу протікає пересихаючий струмок з загатою.

## Історія
Село постраждало внаслідок геноциду українського народу, проведеного урядом СССР в 1932—1933 роках.
12 червня 2020 року, відповідно до Розпорядження Кабінету Міністрів України № 723-р «Про визначення адміністративних центрів та затвердження територій територіальних громад Сумської області» увійшло до складу Лебединської міської громади.
19 липня 2020 року, після ліквідації Лебединського району, село увійшло до Сумського району.